# Нері ді Біччі

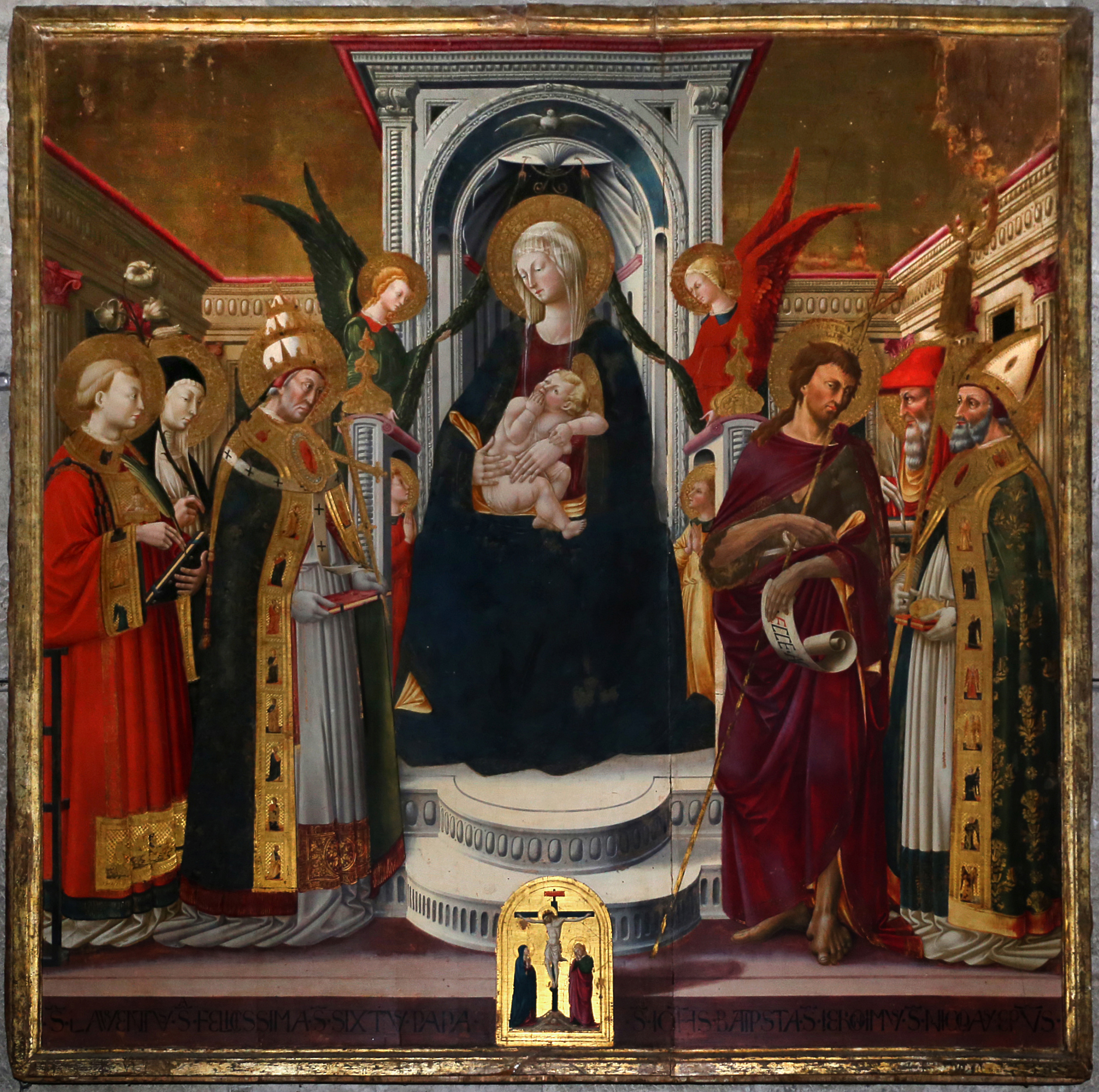
«Мадонна та святі», Сан-Сісто, Вітербо, Італія

Нері ді Біччі (італ. Neri di Bicci; 1419 — 1491) — італійський живописець епохи Відродження. В основному писав на релігійну тематику. Він переважно працював у Флоренції, техніка — темпера. Його батько, Біччі ді Лоренцо, також був художником та скульптором. А дід, Лоренцо ді Біччі, був учнем Спінелло Аретіно.
Серед головних робіт Нері ді Біччі: «Іван Гуальберт на троні з десятьма святими» для церкви Святої Трійці у Флоренції, «Благовіщення» (1464) у Флорентійській академії мистецтв, два вівтарних розписи у Діоцезійному музеї Сан-Мініато, «Мадонна з Дитям на троні» у Національній пінакотеці Сієни, «Коронація Непорочної» (1472) у церкві абатства (Бучине). Також багато його робіт є у Вольтеррі.
У бібліотеці Уффіці зберігаються його записи (італ. Ricordanze) протягом 1453—1475 років. Вони включають інформацію про прибутки від його художніх робіт.